# 中峇鲁

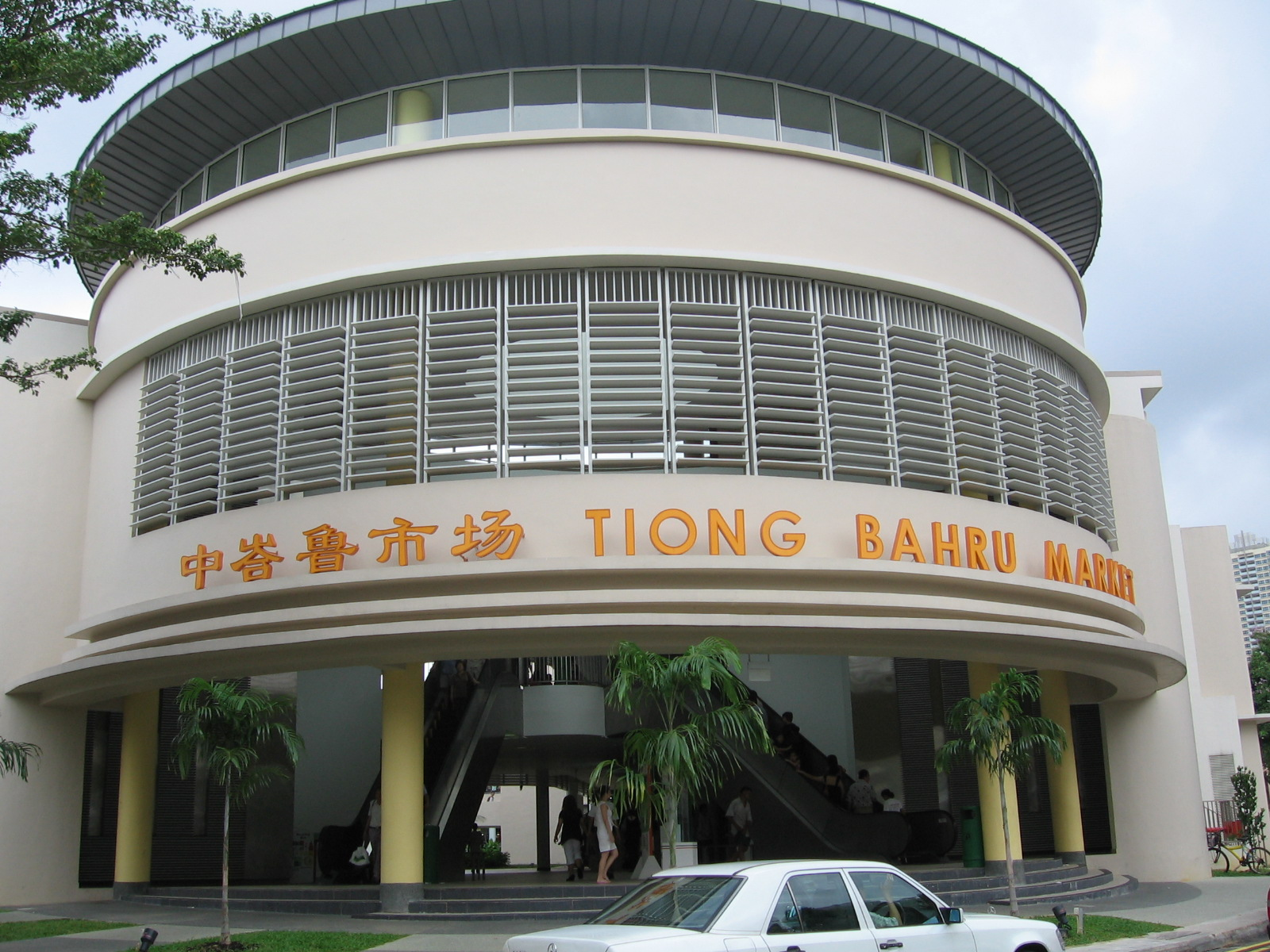
中峇鲁市場（2006年5月建成）

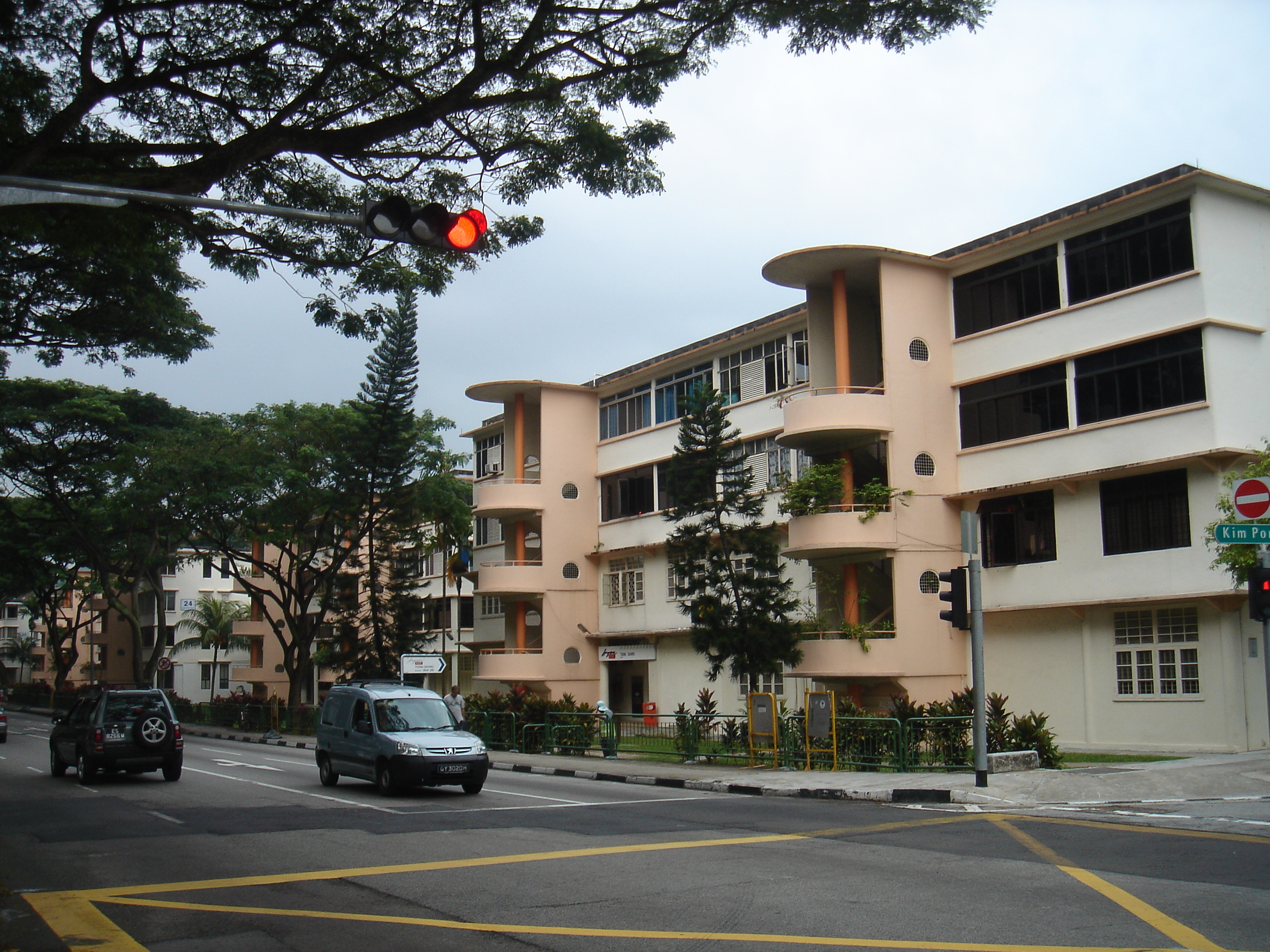
1950年代興建的公共房屋

中峇鲁（閩南語白話字：Tiong Bā-ló͘）是新加坡中部的一個社區，於红山規劃區內，毗鄰欧南和牛車水，居民平均年齡相對較老，近年該區的橫街窄巷開了不少潮流服裝店和新派咖啡室。

## 名稱
tiong為閩南話，原字為（thiong），後來寫作同近的「中」（tiong）；Bahru是馬來文，即是新的意思，因直到1920年代，該區還有為數不少的墳塚，而且較牛車水更新一些，故得名。1925年新加坡政府宣佈該區衛生欠佳，需要整頓，寮屋居民被安排遷徙，墓地亦被搬遷平整。

## 歷史
1927年，新加坡改良信託基金 (SIT) 收購了70英畝的土地，並更名為中峇鲁（Tiong Bahru），在閩南語和馬來語中意指「墳墓」和「新」。用以建造新加坡第一個公共住宅區。1936年12月，第一座公共樓宇落成。
1940年，英國向納粹德國宣戰後，制定了一系列建設計劃，將成寶路公寓後面的汽車車庫改造成防空洞。到1941年，當地建有784間公寓、54間出租屋和33家商店，可容納6,000多名居民。而1940年左右建造的防空洞在日本佔領期間有效地為許多居民提供了避難所。隨後，利用英國戰俘在現場執行任務和勞動的日本士兵佔領了許多公寓，這些公寓也被用作妓院和賭場。
SIT戰前的房屋產量為2112套，每年僅提供約100套，不足以滿足住房短缺的問題。因此，委員會計劃了一項為期三年的即時住房計劃來緩解這一問題。為此，中峇魯總共增加了1,258個單位。它們的建造方式與戰前的公寓不同，具有公共住宅概念，並擁有開放的庭院空間。1950年代，這些公寓約有17,000人居住。
2010 年，愛爾蘭電影製片人喬·勞勒 (Joe Lawlor) 和克里斯汀·莫洛伊 (Christine Molloy) 拍攝了第十部《公民生活》電影，以該莊園及其居民為主題。來自莊園和新加坡各地的 150 名志工參與其中。該影片於 2010 年 10 月在新加坡國家博物館首映。

## 主要街道
中峇鲁不少街道均取自19世紀新加坡的华社名人、侨领及企業家，例如創立義安公司的佘有進、福建籍船務商人邱忠坡、新馬地區橡膠業商人陳齊賢，以及福南銀號建立人和慈善家劉金榜。
- Boon Tiong Road（文忠路）：取自馬六甲商人薛文仲（See Boon Tiong），他與當時屬福建漳州的薛氏家族關係密切，曾與薛佛記等人經營生意。
- Chay Yan Street（齐贤街）：馬來亞橡膠商人陳齊賢（Tan Chay Yan），新加坡大商賈陳篤生的孫兒，曾推動當時新馬地區的橡膠業發展。
- Eng Hoon Street（英雲街）：新加坡華商許英雲（Koh Eng Hoon），曾與林文慶等人推動當地的華文教育。部分街道指南常誤譯作「英雲」。位於行雲街還有一座近百年的廟宇名為「中峇鲁齊天宮」，主祀「齊天大聖」。
- Eng Watt Street（永发街）：新加坡船運商人薛永發（See Eng Watt），來自馬六甲，與薛有文（See Ewe Boon）及薛有禮（See Ewe Lay）等同屬福建漳州薛氏家族。
- Eu Chin Street（有进街）：新加坡著名潮汕僑領佘有進（Seah Eu Chin），外號「佘皇帝」，為當時數一數二的大商家，有份建立新加坡潮州慈善組織義安公司，其家族當時甚具影響力。
- Guan Chuan Street（源全街）：新加坡華商蘇源泉（Su Guan Chuan），曾任天福宮福建會館的大總理。
- Jalan Bukit Ho Swee（惹蘭河水山 / 和瑞山）：新加坡甘蜜、胡椒及航運商人戴河水（Tay Ho Swee），亦據說是當時首位種植鴉片的華人。由於「Tay」是新加坡鄭姓華人的普遍英文譯音，「Ho Swee」也可對應閩南語名「和瑞」，故他有時亦被稱為鄭和瑞。
- Keng Kiat Street（庆杰街）：馬六甲華商李慶傑（Lee Keng Kiat）。
- Kim Cheng Street（金钟街）：新加坡華商及僑領陳金鐘（Tan Kim Cheng），大商家陳篤生之長子，繼承父業後發展成當地最大米商，業務遍及越、泰等地，亦是首任福建會館主席，及後出任暹羅駐當地欽差大臣及總領事。也是陳氏宗祠（保赤宮）的創辦人之一。
- Kim Pong Road（金榜路）：新加坡華商、僑領及慈善家劉金榜（Low Kim Pong），早期開設「萬山棧」中藥店，後來創立「福南銀號」而成巨富。他亦積極參與華社事務，曾任新加坡中華商務總會及福建會館董事，也獻地捐建「蓮山雙林禪寺」。
- Kim Tian Road（金殿路）：新加坡船務商人陳金殿（Tan Kim Tian）。
- Lim Liak Street（林烈街）：新加坡錫礦及航運華商林烈（Lim Leack）。
- Moh Guan Terrace（茂源台）：新加坡華商薛茂元（See Moh Guan），馬六甲華商與青雲亭亭主薛佛記（See Hoo Keh）之子，屬福建漳州薛氏家族，在當地福建幫中有一定之地位。
- Peng Nguan Street（炳源街）：林炳源（Lim Peng Nguan），新加坡大商及華人僑領林義順的父親，早年從廣東汕頭的澄海縣南渡新加坡謀生，經營雜貨生意。
- Seng Poh Road（成保路）：新加坡華商及僑領陳成寶（Tan Seng Poh），霹靂州甲必丹陳亞漢之子，曾創設鴉片專賣局並任局長，亦曾兼任多個政府要職如市政委員。他亦熱心慈善事業，參與中國救災籌款及捐資予學校。
- Sit Wah Road（薛华路）：新加坡十九世紀一位華人先驅薛華（Seet Hua）。
- Tiong Poh Road（忠坡路）：新加坡船運大亨邱忠坡（Khoo Tiong Poh），一八七五年創立萬興船務行，購置和租用十多艘輪船，除了航行新加坡港口外，還通航檳城、香港及廈門等，為當時數一數二的船運商。
- Yong Siak Street（永锡街）：新加坡潮汕商人陳永錫（Tan Yong Siak），創有永合成號，專營布匹生意。一八七九年，他創立萬成順號，涉及暹羅大米、橡膠等土產生意，又從事航運，其商船當時穿越馬來半島和印尼之間，遂成華商巨富。